# Симфония № 6 (Брукнер)
Симфония № 6 ля мажор, WAB 106 Антона Брукнера написана в 1879—1881 годах. Премьера состоялась 26 февраля 1899 года в Вене под управлением Густава Малера, внёсшего значительные изменения в партитуру. В авторской редакции симфония впервые исполнена 14 марта 1901 в Штутгарте под управлением Карла Полига. Наименее популярная и исполняемая из симфоний: обладая многими характерными чертами брукнеровского симфонизма, значительно отличается от остального симфонического наследия композитора.

## Части
1. Maestoso
2. Adagio. Sehr feierlich
3. Scherzo. Nicht schnell
4. Finale. Bewegt, doch nicht zu schnell

## Версии

### 1881
Оригинальная версия. Брукнер работал над ней с 24 сентября 1879 г. по 3 сентября 1881 г. Дальнейшей переработке не подвергалась. Издания под редакцией Р. Хааса (1935) и Л. Новака (1952) практически идентичны.

### 1899
Первое издание под ред. С. Хине (рукопись подготовлена автором ок. 1894). Разночтения между версиями невелики и касаются в основном динамики и оркестровки.

## Состав оркестра
Деревянные духовые
2 флейты
2 гобоя
2 кларнета (A)
2 фагота
Медные духовые
4 валторны (F)
3 трубы (F)
3 тромбона
туба
Ударные
литавры
Струнные
I и II скрипки
альты
виолончели
контрабасы

## Избранная дискография
Первая полная запись сделана в 1944 г.: Георг-Людвиг Йохум с Брукнеровским оркестром Линца; версия 1881 (Хаас).

### Версия 1878 (Новак)
- Йозеф Кайльберт с Симфоническим оркестром Кёльнского радио (1962), Берлинским филармоническим оркестром (1963) и симфоническим оркестром Штутгартского радио (1967)
- Ойген Йохум c Симфоническим оркестром Баварского радио (1966), Саксонской государственной капеллой (1978) и оркестром Консертгебау (1980)
- Уильям Стайнберг c Бостонским симфоническим оркестром (1970)
- Леонард Бернстайн с Нью-Йоркским филармоническим оркестром (1976)
- Гюнтер Ванд с Симфоническим оркестром Кёльнского радио (1976), Симфоническим оркестром Северогерманского радио (1988, 1995, 1996) и Мюнхенским филармоническим оркестром (1999)
- Даниэль Баренбойм с Чикагским симфоническим оркестром (1977)

### Версия 1878 (Хаас)
- Вильгельм Фуртвенглер с Берлинским филармоническим оркестром (1942; часть I утеряна)
- Отто Клемперер с оркестром Консертгебау (1961), Симфоническим оркестром Би-Би-Си (1961) и Новой филармонией (1964)
- Ханс Росбауд с оркестром Юго-Западного радио Германии (1961)
- Яша Горенштейн с Лондонским симфоническим оркестром (1963)
- Бернард Хайтинк с оркестром Консертгебау (1970), Симфоническим оркестром Баварского радио (1985) и Саксонской государственной капеллой (2003)
- Герберт фон Караян c Берлинским филармоническим оркестром (1979)
- Серджиу Челибидаке с Мюнхенским филармоническим оркестром (1991)
- Георг Тинтнер c Новозеландским симфоническим оркестром (1996)